# Pius Alibek Hermez
Pius Alibek Hermez (Ainkawa, Iraq, 1955) és un filòleg, traductor de l'àrab i restaurador iraquià d'ètnia assíria.

## Biografia
Pius Alibek va estudiar Filologia Anglesa a Bagdad i després va continuar estudiant a Londres. Ha enfocat la seva carrera cap a la lingüística històrica comparada i l'origen i l'evolució de les llengües. Va arribar a Barcelona el 1981. Es va dedicar a l'ensenyament d'idiomes —va fer classes a diverses escoles i també a la universitat—, a les traduccions per a El Periódico de Catalunya i també al programa de la comunitat europea Manumed, dedicat a salvaguardar el patrimoni manuscrit de la Mediterrània oriental. Parla amb fluïdesa arameu, anglès, àrab, kurd, català i castellà.
Des de 1997 regenta el popular restaurant Mesopotàmia, especialitzat en cuina de l'Iraq, al carrer de Verdi. Col·labora en el programa Els viatgers de la Gran Anaconda, de Catalunya Ràdio, on porta l'espai «Paraules viatgeres», en el qual busca com van néixer i quina ha estat l'evolució de les paraules, sobretot les provinents d'Orient. Per a ell, la llengua i la cuina formen part de la cultura, la qual entén com un gran arbre d'on surten nombroses branques que tenen un mateix origen. D'aquesta manera, tant a la cuina com a les lletres, intenta buscar sempre els elements originals comuns a la seva cultura d'origen i a l'actual, compaginant-les, respectant-les i estimant-les.
Durant les mobilitzacions contra la guerra de l'any 2003 va esdevenir un referent de la lluita per la pau. És un defensor de la democràcia i el civisme com a formes i valors essencials per viure en societat. El 2004 va rebre la Medalla d'Honor de Barcelona. Ha traduït al català L'edifici Iaqubian, d'Alaa al-Aswany, i és autor del llibre Arrels nòmades, publicat en català per La Campana (Barcelona, 2010).